# SH 37

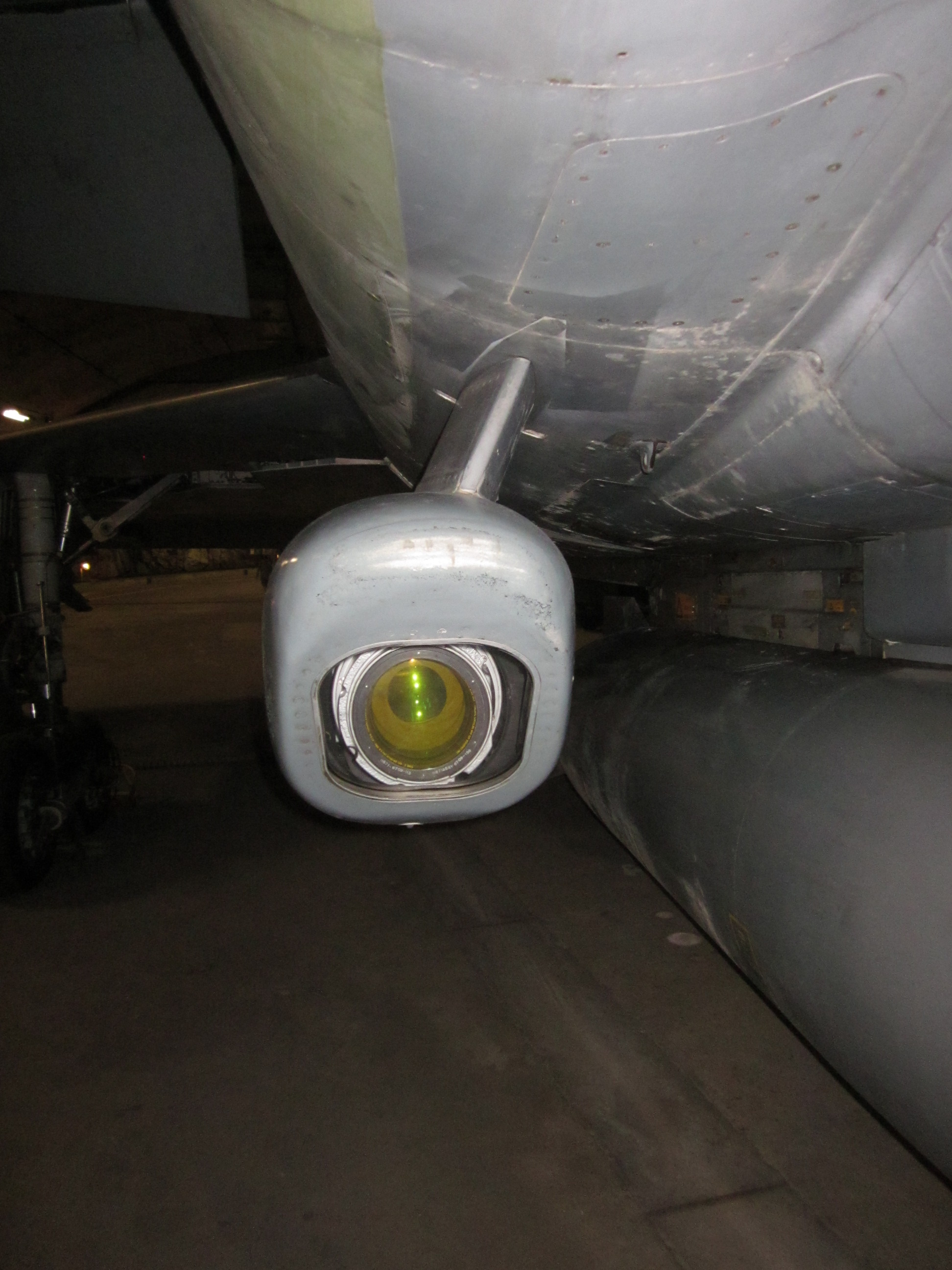
En kamerakapsel (KaK) med kameran SKa 24D.

SH 37 eller SH 37 Viggen (Spaning, Havsövervakning) var ett medeltungt spanings- och havsövervakningsflygplan konstruerat av Saab AB på beställning av Försvarets materielverk (ursprungligen Kungliga Flygförvaltningen).
Planet bygger på grundkonstruktionen Saab 37 Viggen vilken konstruerades för att kunna konfigureras till jakt-, attack- och spaningsplan i separata versioner, senare även avancerat skolflygplan. (Se AJ 37, Sk 37, SF 37, JA 37.)
Planet var i första hand avsett för havsövervakning och var i operativ tjänst i Svenska flygvapnet mellan åren 1975 och 2005.

## Historik
Prototypen till SH 37 flög första gången december 1973 och serieleverans till Flygvapnet inleddes 1975. Grundkonstruktionen av SH 37 är baserad på AJ 37. Skillnaderna mellan flygplanen ligger i första hand på radarsystemets utformning samt att SH 37 har möjlighet att bära fotokapslar.
Bråvalla flygflottilj var det första förbandet som erhöll SH 37 då en division sattes upp där hösten 1976. Senare har ytterligare två spaningsdivisioner satts upp.
| Flottilj | Avlöste | Tidsperiod | Ersatt av |
| -------- | ------- | ---------- | --------- |
| F 7      |         | 1975-1976  | AJ 37     |
| F 13     | J 35F   | 1976-1993  | –         |
| F 17     | J 35F   | 1978-1993  | JA 37     |
| F 21     | S 35E   | 1979-1996  | AJSH 37   |

## Radar
SH 37 är utrustad med en något modifierad radar med längre räckvidd än radarn i AJ 37 och anpassad för uppgiften havsövervakning. Radarbilden registrerades på film med hjälp av en kamera, denna film kunde senare analyseras på marken.
SH 37 är utrustad med radarvarnare som träder i funktion om flygplanet belyses av fientlig radar, piloten varnas av en ljudsignal samt lampor som tänds och indikerar från vilken riktning signalen kommer. Förutom att varna så spelas signalen in och fungerar även som signalspaning.

## Kameror
SH 37 har en kamerakapsel (KaK) fast monterad på höger sida mot kroppen. I denna kapsel sitter en framåtriktad kamera med 600 mm brännvidd (SKa 24D) för avståndsfotografering av företrädesvis fartyg och hamnar. För mörkerfotografering kan två mörkerspaningskapslar (MSK Vänster respektive MSK Höger) monteras. I detta fall skruvas kamerakapseln ner och ersätts med MSK Höger som endast innehåller blixtaggregat medan MSK Vänster innehåller både blixtaggregat och de tre kamerorna (SKa 34) som tillsammans ger en täckning av 120 grader. Mörkerspaningssystemet arbetar med kortvågig IR-strålning som har längre våglängd än synligt ljus. Blixtljuset kan därför inte ses eftersom det ligger utanför det för ögat synliga området. SKa 34 laddas med specialfilm för detta våglängdsområde. Samtliga kamerakapslar monteras fast i kroppen och hängs inte i vapenbalkar som exempelvis är fallet med beväpningen på AJ 37.

## Beväpning
SH 37 Viggen saknar fast monterad beväpning, men kan för självförsvar förses med jaktrobotar av typen Rb 24, Eftersom SH 37 är optimerad för havsövervakning så kan även sjömålsroboten Rb 04E hängas på vingbalkarna för offensiva uppdrag mot fartyg. Utöver beväpningen finns även en motmedelsutrustning bestående av en kapsel med IR-facklor och metallklädda remsor hängd under vänster vinge samt en kapsel (U22) för aktiv radarstörning framtagen av Ericson Radar Electronics, hängd under höger vinge.

## Modifieringsprogram
År 1980 upphörde tillverkningen av spaningsvarianten av Viggen. Mellan 1995 och 1997 gjordes en modifiering av SH 37, som var sist ut i det modifieringsprogram AJ 37 och SF 37 genomgick i syfte att ge flygplanen en begränsad JAS-kapacitet. Efter modifieringen kunde SH 37 bära sjömålsroboten Rb 15F för attackuppdrag samt fler jaktrobotar. De modifierade flygplanen fick benämningen AJSH 37 och var i tjänst fram till år 2005.